# Harley-Davidson
La Harley-Davidson, Inc. (H-D, o semplicemente Harley) è una casa motociclistica statunitense, fondata a Milwaukee nel 1903. È una delle due principali case motociclistiche americane sopravvissute alla Grande Depressione insieme alla sua storica rivale, Indian Motorcycles.
Harley-Davidson è nota per uno stile di personalizzazione che ha dato origine allo stile motociclistico chopper. L'azienda ha tradizionalmente commercializzato motociclette cruiser pesanti raffreddate ad aria con cilindrate superiori a 700 cc, ma ha ampliato la sua offerta per includere piattaforme VRSC (2002) e Street di peso medio (2014) più contemporanee.
L'azienda commercializza i suoi prodotti in tutto il mondo e concede in licenza e commercializza anche prodotti con il marchio Harley-Davidson, tra cui abbigliamento, decorazioni per la casa e ornamenti, accessori, giocattoli, modelli in scala delle sue motociclette e videogiochi basati sulla sua linea di motociclette e sulla comunità.

## Storia

### Gli inizi
Le premesse alla fondazione dell'azienda si ebbero nel 1901 a Milwaukee quando i due ventenni amici d’infanzia William Silvester Harley (29 dicembre 1880 - 18 settembre 1943) e Arthur Davidson (11 febbraio 1881 - 30 dicembre 1950), montando su una bicicletta un motore da loro costruito, crearono un prototipo marciante di bicicletta motorizzata (siamo nei primissimi anni dello sviluppo del motociclismo). Il motore era un monocilindrico di 7,07 in³ (115,9 cm³) con una corsa di 4 pollici (100 mm). Questo mezzo venne realizzato nel garage dell'abitazione di Davidson, che misurava 3 metri per 5. Questo primo prototipo fu un disastro per le abbondanti perdite d’olio e le forti vibrazioni scaricate sul telaio da bicicletta non sufficientemente robusto per sopportare peso e vibrazioni del motore.
Senza perdersi d’animo, i due amici aiutati da Walter Davidson (30 settembre 1876 - 7 febbraio 1942) fratello maggiore di Arthur, per due anni lavorarono allo sviluppo di un nuovo motore ed un telaio più specifico. Nel 1903 viene prodotta la prima “vera” Harley Davidson, su un telaio da bicicletta adattato per sopportare il nuovo motore monocilindrico di 24,74 in³ (405,4 cm³) con una corsa di 9,75 pollici (248 mm) e un volano esterno di 28 libbre (13 kg). Il telaio si ispirava alla “1903 Milwaukee Merkel Mo.” (disegnato da Joseph Merkel, fondatore della Flying Merkel). Un grosso aiuto al progetto di sviluppo del motore lo ebbero dal Ole Evinrude pioniere motoristico e futuro inventore del motore fuoribordo per uso nautico. Probabilmente la maggior parte delle parti meccaniche della “numero uno” furono create presso la “West Milwaukee Railshop” dove lavorava William A. Davidson (14 ottobre 1870 - 21 aprile 1937) come responsabile delle attrezzature meccaniche.

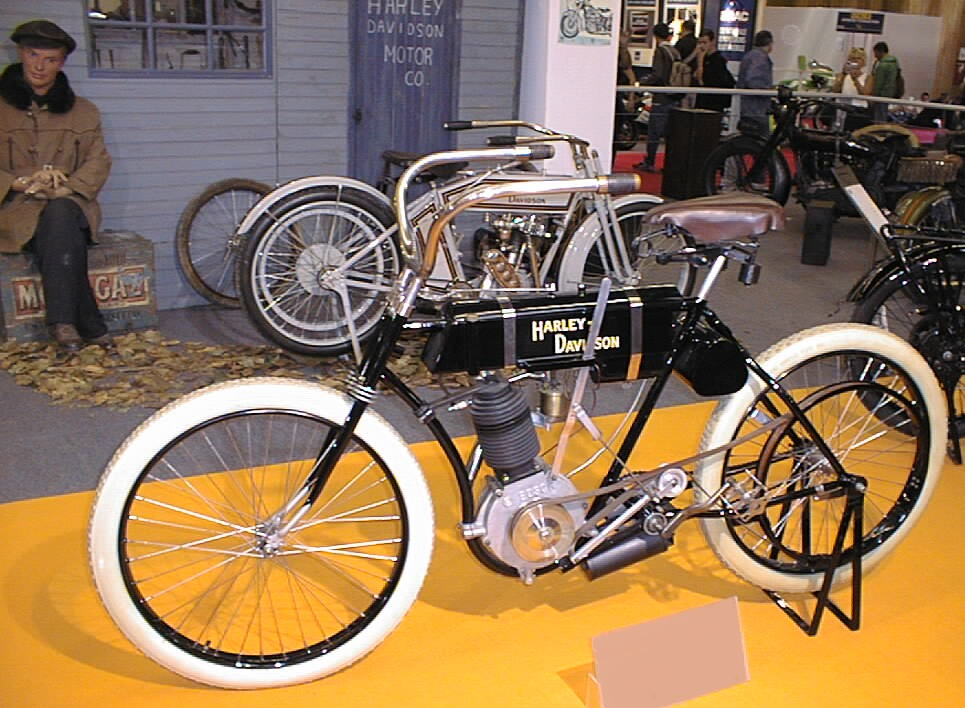
Un prototipo

La Harley-Davidson venne ufficialmente fondata il 28 agosto 1903 e a questa data si può far risalire ufficialmente l'inizio della produzione in serie. Nel 1904 fu aperta la prima concessionaria. Ciononostante la produzione di quell'anno rimase a quota tre. Nel 1906 venne costruito il primo vero e proprio stabilimento produttivo, sito in Chestnut Street (attuale Juneau Avenue), dove ancora oggi si trova il quartier generale della Casa. Il garage originale venne demolito accidentalmente durante la costruzione del nuovo edificio; questo nuovo impianto misurava 12 per 18 metri. Con l'avvio del nuovo stabilimento vennero prodotte 50 motociclette. In quell'anno, come aiuto alle vendite, venne prodotto il primo catalogo di moto al mondo.
Nel 1907 la produzione delle Harley-Davidson crebbe gradualmente e con i nuovi impianti fu possibile produrre 150 motociclette.
Il 17 settembre venne ufficialmente fondata la Harley-Davidson Motor Company: quell'anno si rivelò importante per la casa in quanto cominciò la vendita, che prosegue tuttora, delle prime motociclette alle forze di polizia. In tale anno William A. Davidson (1870-1937), il fratello maggiore di Arthur Davidson, si unì alla Harley-Davidson Motor Company.
Nel 1909 venne introdotto il primo motore bicilindrico sperimentale a V di 45º, facendo nascere il V-Twin. Il primo prototipo fu presentato a febbraio al "Chicago Automobile Show". Per esigenze di potenza: la cilindrata era di 880 cm³ (53.68 in³) ed erogava solo 7 hp (5,2 kW), che comunque era una potenza circa doppia rispetto a quella fornita dai precedenti propulsori; la velocità massima che potevano raggiungere le moto di questo periodo era di un centinaio di km/h, un valore che poteva essere considerato molto buono per quell'epoca.
La produzione in quell'anno fu di ben 1.149 esemplari.
Nel 1911 negli Stati Uniti d'America, grazie anche al successo della Harley-Davidson, che moltiplicò la concorrenza, si annoveravano circa 150 diversi marchi motociclistici, tra i quali la Indian che divenne ben presto la concorrente principale di Harley-Davidson. In quell'anno fu introdotto un miglioramento del modello V-Twin. Il nuovo motore aveva valvole di aspirazione meccaniche, in contrapposizione alle valvole di aspirazione "automatiche" usate sui precedenti V-Twins. La cilindrata passò a 49,48 in³ (811 cm³). Il nuovo motore V-Twin del 1911 era più piccolo di quelli precedenti, ma diede migliori prestazioni. 

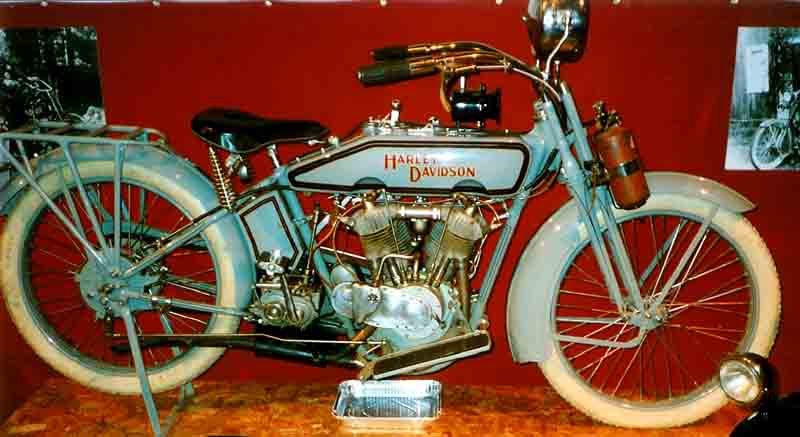
Harley-Davidson 1.000 cc HT del 1916

Nel 1912, Harley-Davidson introdusse il suo brevetto "Ful-Floteing Seat", cioè di una sella completamente sospesa e ammortizzata da una molla a spirale all'interno del tubo del sedile con un'escursione di più di 76mm. La tensione della molla poteva essere regolata in base al peso del guidatore. Harley-Davidson utilizzò selle di questo tipo fino al 1958. In quell'anno venne utilizzato per la prima volta il logo Bar&Shield, registrato e brevettato come marchio ed utilizzato ancora oggi come marchio ufficiale. Lo stesso anno, l’azienda iniziò le esportazioni verso il Giappone e la rete di concessionari degli Stati Uniti si estese a 200 filiali.
Nel 1913 lo stabilimento originale venne ingrandito e raggiunse una superficie di ben 28.000 m2. Nonostante la dura competizione la Harley-Davidson restava il costruttore più importante e dominava anche le competizioni motociclistiche del periodo, utili per farsi pubblicità. La produzione raggiunse la cifra record di 12.904 esemplari, rendendo la Casa americana uno dei principali produttori a livello mondiale, dopo appena 10 anni di vita. 
Durante l'anno venne creata una Scuderia con lo scopo di migliorare ancora le prestazioni dei motori, grazie all'esperienza portata da Bill Ottaway in fatto di tecnica e competizioni.
Nel 1914, grazie alla introduzione di un nuovo cambio a 2 marce, concepito e brevettato da William Harley, si riuscì ad aumentare la capacità delle motociclette di spostare carichi più pesanti, e permise alla Harley-Davidson di introdurre sul mercato motociclette con sidecar adatte al trasporto di passeggero. Fino ad allora infatti le motociclette erano dotate della sola sella per il conducente, e questa novità consentì un notevole incremento di popolarità e vendite per il costruttore: la motocicletta diventò l'ideale per il tempo libero e le gite di famiglia.
Dal 1915 comparirono a catalogo del costruttore i primi esemplari di motociclette adattate ad uso professionale, i Motorcycle-truck, una sorta di motocarro a 3 ruote con cassa di legno posizionata all'anteriore, idonea al trasporto di oggetti e quindi molto pratica per fare consegne a domicilio. Più economiche di un'automobile o di un camion, venivano prodotte su richiesta e decorate con i loghi del committente. Vennero adottate anche dal servizio postale U.S. Mail.

### La prima guerra mondiale

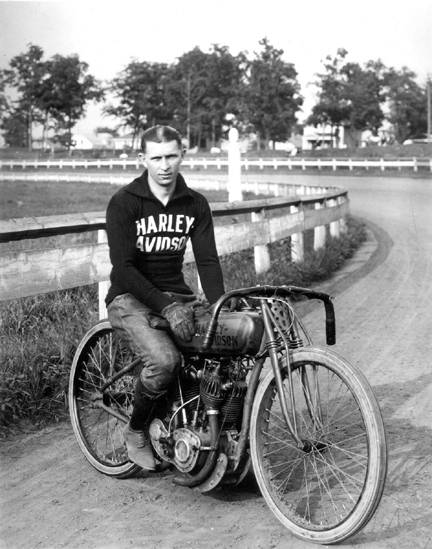
Ralph Hepburn sulla sua bici da corsa Harley nel 1919

Nel 1917 gli Stati Uniti entrarono nel conflitto che da 3 anni si era scatenato in Europa. Pertanto, i militari richiesero delle moto da poter utilizzare nelle operazioni. Le Harley-Davidson erano già state testate dalle Forze Armate durante le schermaglie al confine con il Messico contro Pancho Villa, ma fu solo con la prima guerra mondiale che le motociclette furono adottate in grandi numeri (circa 45 000 esemplari). Si trattava di 5 modelli: 2 monocilindriche e 3 bicilindriche (18F monomarcia, 18G e 18J dotate di 3 marce) con propulsori di circa 1.000 cm³ di cilindrata. Nello stesso tempo HD consolidava la sua posizione di fornitore delle forze di Polizia di tutto il Paese.

### Gli anni '20 e la Grande Depressione

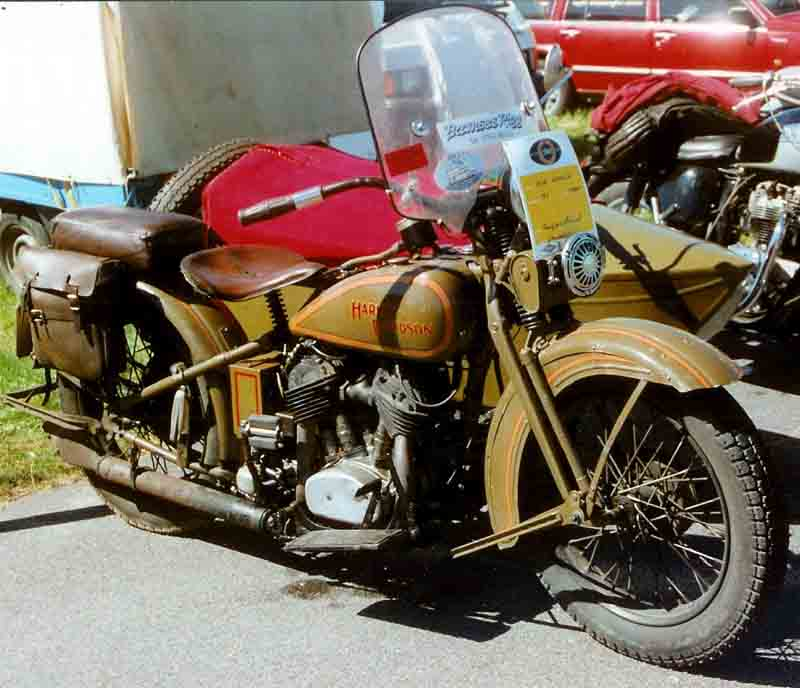
Harley-Davidson 1,200 cc SV del 1931

Terminato il conflitto, nel 1920 la Harley-Davidson era divenuto il più grande costruttore di motociclette al mondo. Nel frattempo, cessate le ostilità, molte piccole case motociclistiche americane erano scomparse, lasciando la scena dominata da 3 o 4 marchi principali.
La ditta aveva inoltre sviluppato la propria rete di vendita anche all'estero, in modo da farsi trovare preparata e incrementare le proprie dimensioni aziendali a scapito dei piccoli produttori: ora era presente in 67 Paesi del Mondo producendo ben 28.189 motociclette.
Intanto, proseguiva anche lo sviluppo tecnico e sportivo dei bicilindrici V-twin: infatti il 28 aprile 1921 fu raggiunta una pietra miliare nella storia del motociclismo, allorquando una Harley-Davidson fu la prima a raggiungere i 160 km/h (100 mph).
Durante questo periodo vennero introdotte diverse novità, tra cui un nuovo motore bicilindrico a V da 1.200 cm³ (74 in3) di cilindrata (1922), il tipico serbatoio detto Teardrop (in Inglese 'goccia di lacrima', già simile agli attuali serbatoi) (1925) ed il freno anteriore (1928).
Tuttavia, già nel 1926 l'azienda decise di ritirarsi dalla competizione a causa dei forti investimenti richiesti e del calo delle vendite, dovuto non solo alla crisi economica incipiente, ma anche al grande successo dell'automobile, ormai primo mezzo di trasporto per gli americani, proprio a scapito della motocicletta (vedasi il successo della celebre Ford Model T, che vantava un prezzo di vendita analogo a quello delle H-D più grandi).
Ad inizio anni '30 pertanto solo due costruttori restarono in attività: la Indian e appunto la Harley-Davidson (non a caso i due maggiori produttori nonché i due marchi più tradizionali), con il fallimento di numerosi marchi storici quali ad esempio la celebre Excelsior-Henderson Motorcycle.
Da notare che nel 1937 la Casa statunitense presentò un nuovo propulsore più moderno, dotato di valvole in testa e di una cilindrata di 1.000 cm³, in grado di competere con i modelli Big twin della Indian (il cosiddetto Harley-Davidson Knucklehead che resterà in produzione fino al 1947).

### La seconda guerra mondiale

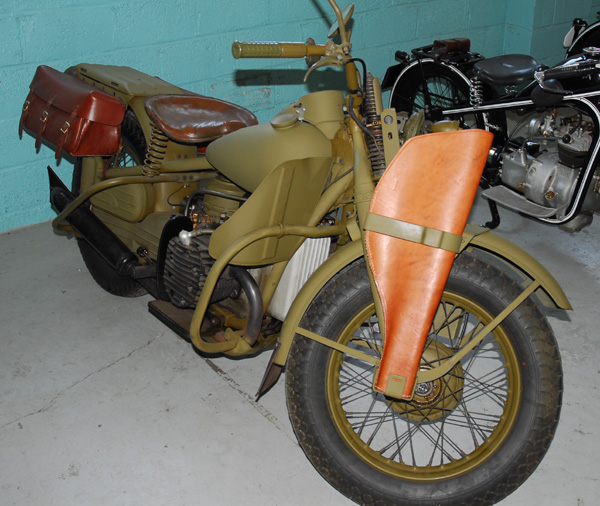
Harley ha copiato la BMW R71 per produrre il suo modello XA.

Con l'ingresso degli Stati Uniti d'America nella seconda guerra mondiale in seguito all'attacco giapponese di Pearl Harbor (dicembre 1941) HD ritornò a produrre, in grandi numeri, motociclette per le Forze Armate; i modelli prodotti erano la WLA e la XA: quest'ultima era sostanzialmente una copia della BMW utilizzata dalla Wehrmacht. Come l'originale, era dotata di un motore bicilindrico boxer raffreddato ad aria, realizzata in pochissimo tempo su pressante richiesta dell'esercito americano, in quanto i militari erano rimasti impressionati dalla semplicità e affidabilità della motocicletta tedesca. In totale la Harley-Davidson produsse durante il secondo conflitto mondiale 88.000 motociclette, ma di queste solo un migliaio circa furono delle XA (il che ne fa attualmente il modello H-D più raro dagli anni '40).
Vinta nel frattempo la Guerra, le moto prodotte in surplus e soprattutto quelle abbandonate dai soldati americani in Europa andarono ad alimentare il mercato post-bellico europeo: furono adottate infatti da molte forze armate e di polizia per anni e per alcuni aspetti contribuirono ad alimentare il sogno americano degli europei, oltre ad influenzare la tecnica produttiva delle case motociclistiche del Vecchio Continente. Un celebre esempio in tal senso si ha nel film Un americano a Roma, dove Nando Meniconi (alias Alberto Sordi) guida una di queste moto, una WLA 750, anche nota come "Liberator" in quanto appunto portata in Europa dai liberatori americani.
Con la fine del conflitto HD ritornò alla produzione civile, con la messa in commercio di un gran numero di bicilindriche di grande cilindrata ('big twin') motorizzate Knucklehead (Panhead dal 1948), che conobbero un buon successo commerciale in patria.

### Il dopoguerra e la crisi degli anni settanta

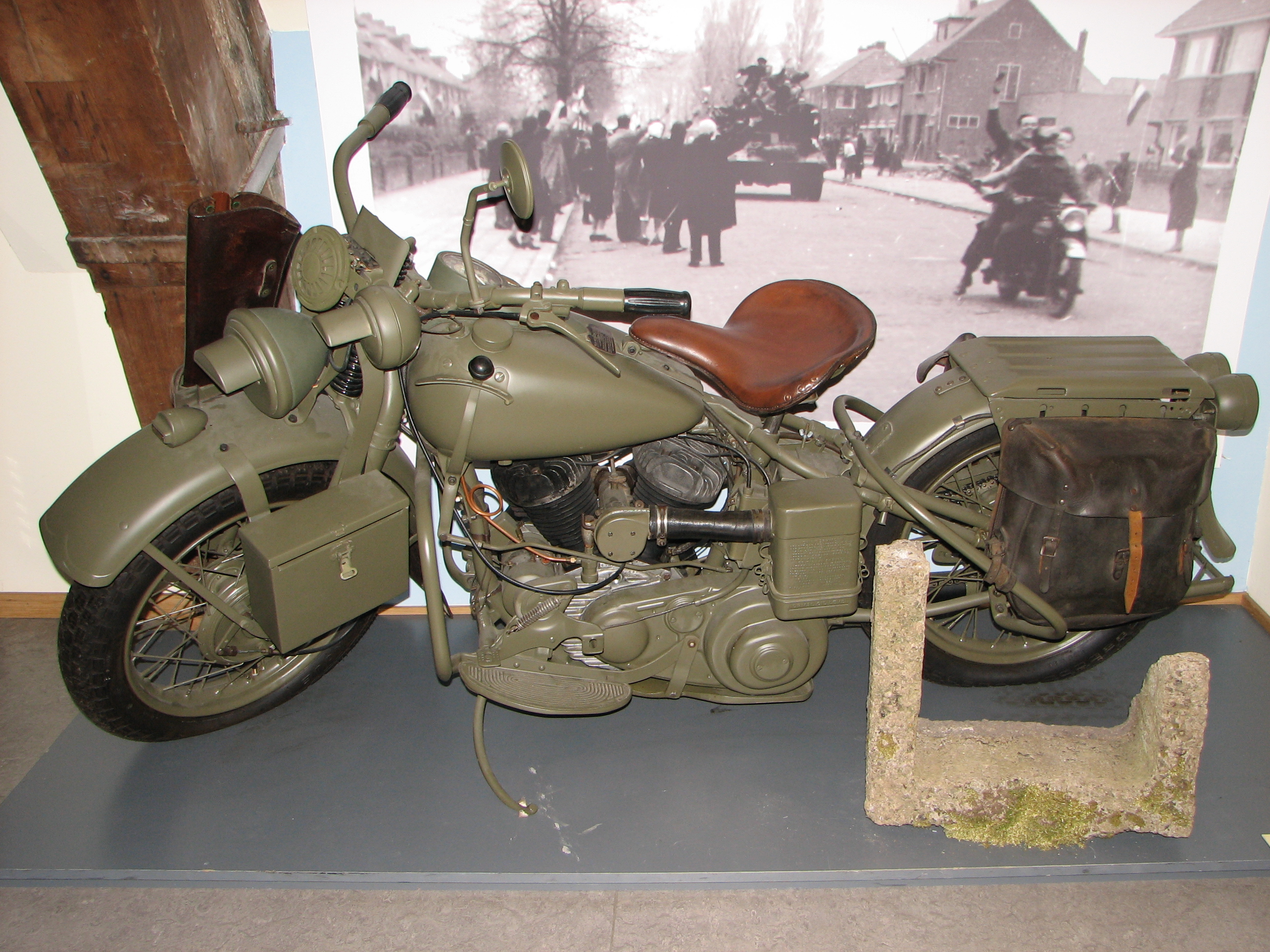
Harley-Davidson ha prodotto il WLC per l'esercito canadese

Con gli anni '50, rimasto l'unico marchio americano sul mercato (anche Indian dichiarò infatti bancarotta nel 1953) la Harley-Davidson iniziò a subire la concorrenza dei marchi inglesi sul mercato U.S.A. e ad assistere ad un rapido calo nelle vendite.
Uno dei modelli più riusciti, lo Sportster, fu realizzato il 27 gennaio 1957 e messo in produzione lo stesso anno, proprio al fine di contrastare la concorrenza inglese. La semplicità motoristica e della linea ne decretarono il successo sia come modello da strada che da pista nella versione "R" (attualmente è l'unico modello ancora in produzione dagli anni '50).
Altro tentativo di arginare la crisi fu quello di produrre piccole monocilindriche quali l'Harley-Davidson Hummer, sin dalla fine degli anni '40, e addirittura uno scooter (Harley-Davidson Topper dai primi anni '60), prodotti tuttavia troppo distanti dall'immagine tradizionale del Marchio americano e infatti non premiati da vendite particolarmente cospicue.
Il calo nelle vendite e la conseguente crisi finanziaria e di liquidità aumentarono negli anni seguenti, nonostante la Sportster ed il lancio del Propulsore Harley-Davidson Shovelhead a metà anni '60, propulsore che si rivelò, almeno inizialmente, poco affidabile anche per via dei frequenti trafilaggi d'olio.
I problemi si accentuarono ulteriormente allorquando fecero il loro ingresso sui mercati mondiali le case giapponesi, sin dalla fine degli anni '60, in particolare la Honda con le sue quadricilindriche, motociclette che tolsero alla Casa americana il primato nelle vendite interne di moto di grossa cilindrata, nonché il redditizio mercato rappresentato dalle forze di polizia (a cui HD aveva venduto numerose Duo Glide ed Electra Glide).

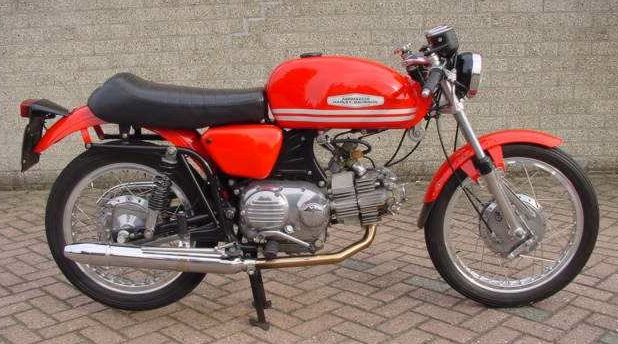
1971 Aermacchi Harley-Davidson Turismo Veloce

La grave crisi finanziaria portò nel 1969 alla vendita da parte degli eredi dei fondatori (Davidson) a favore della American Machine and Foundry AMF (compagnia metallurgica), portando quindi alla nascita della AMF-Harley-Davidson (marchio presente anche sui serbatoi della Harley del periodo). La AMF continuò la produzione riducendo la forza lavoro ed i costi di produzione, a scapito della qualità e degli investimenti: le vendite diminuirono ulteriormente e la compagnia rischiò seriamente la bancarotta, a dimostrazione dei gravi errori del management AMF.
Fu però in questo periodo che la AMF-Harley-Davidson, grazie al reparto corse del marchio italiano Aermacchi, nel frattempo incorporato, riuscì a conquistare gli unici titoli iridati della sua storia: nelle stagioni 1974, 1975 e 1976 del Campionato mondiale di velocità, le moto italo-americane, condotte da Walter Villa, mieterono innumerevoli vittorie nei Gran Premi, aggiudicandosi quattro titoli piloti e due titoli costruttori, nelle classi 250 e 350. Si tratta delle uniche vittorie in gare sportive degne di nota del marchio americano dagli anni '30 (in seguito le Sportster continueranno per molti anni a gareggiare nei campionati americani di dirt-track con buoni risultati).

### La rinascita

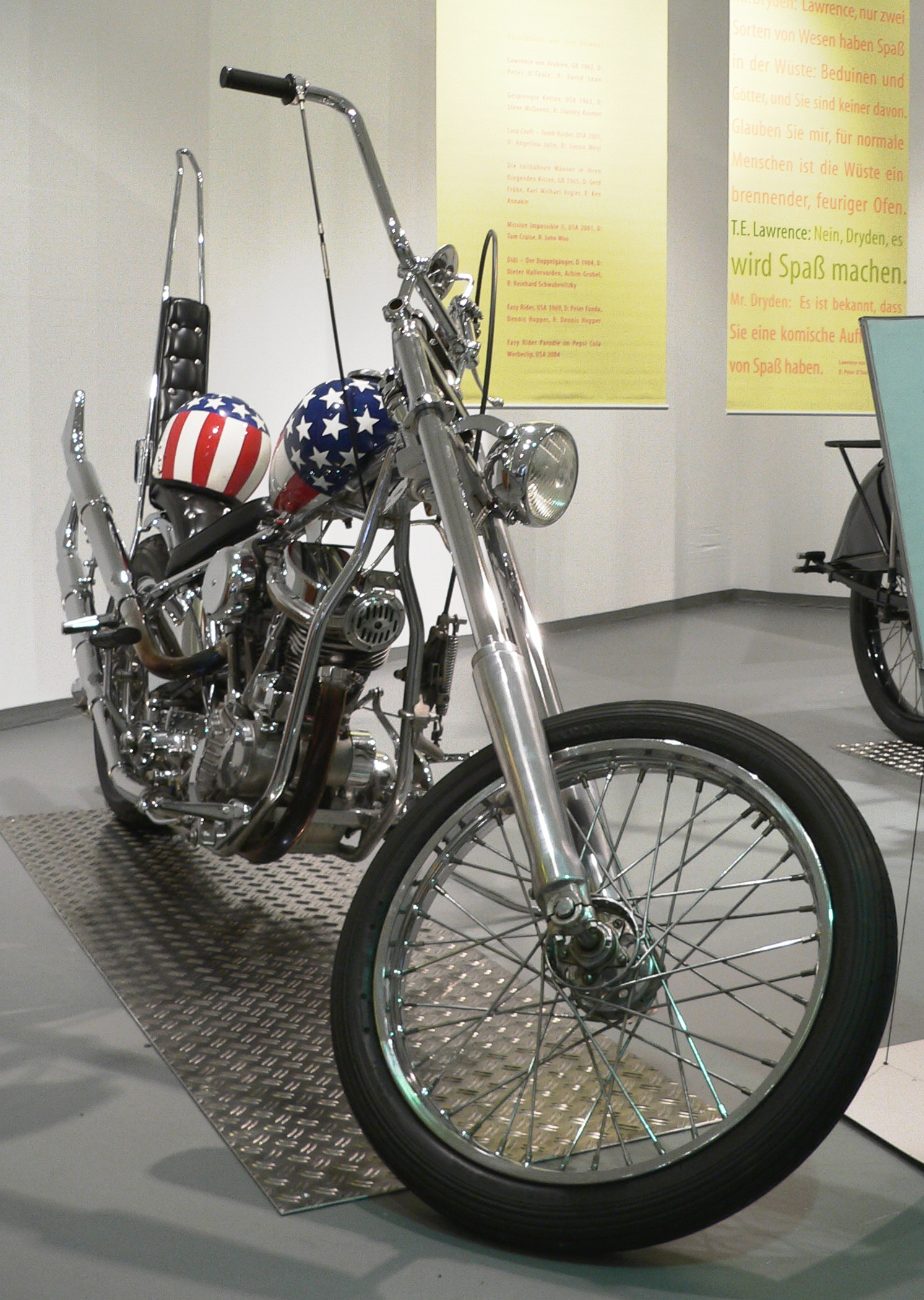
Replica della "Captain America bike" del film Easy Rider

Nel 1981 l'AMF rivendette la Harley-Davidson ad un gruppo di 13 investitori guidati da Vaughn Beals e Willie G. Davidson, erede di uno dei fondatori. Per evitare la scomparsa del celebre marchio americano, vennero quindi studiati i metodi seguiti dai concorrenti e in particolare dai costruttori giapponesi: vennero introdotte quindi delle novità, quali il sistema just in time MAN (Material As Needed) che consisteva in un monitoraggio costante dell'inventario in modo che fosse stoccato solo quanto necessario, riducendo i costi del magazzino.
Si puntò finalmente sulla qualità e soprattutto si progettò ex novo, con tecniche informatiche, una innovativa gamma di propulsori, denominati Harley-Davidson Evolution: in tal modo le vendite aumentarono rapidamente; fu però solo con l'introduzione del modello Softail Custom nel 1984 (FXSTC 'coda soffice': sistema di ammortizzatori adeguatamente posizionati ed occultati ad imitazione della linea dei vecchi telai rigidi delle Hydra Glide) che HD tornò ad esser leader nel mercato delle moto di grande cilindrata (sopra i 750 cm³), grazie anche e soprattutto ai nuovi propulsori Evo.
Il nuovo modello softail Fat Boy nel 1990 confermò la grande ascesa della casa di Milwaukee, ormai tornata saldamente ai vertici del mercato e celebrata sugli schermi cinematografici, ad esempio nel film Terminator 2 - Il giorno del giudizio, in cui Arnold Schwarzenegger guida appunto tale modello in una lunga sequenza di inseguimenti.

### Il consolidamento e gli anni 2000

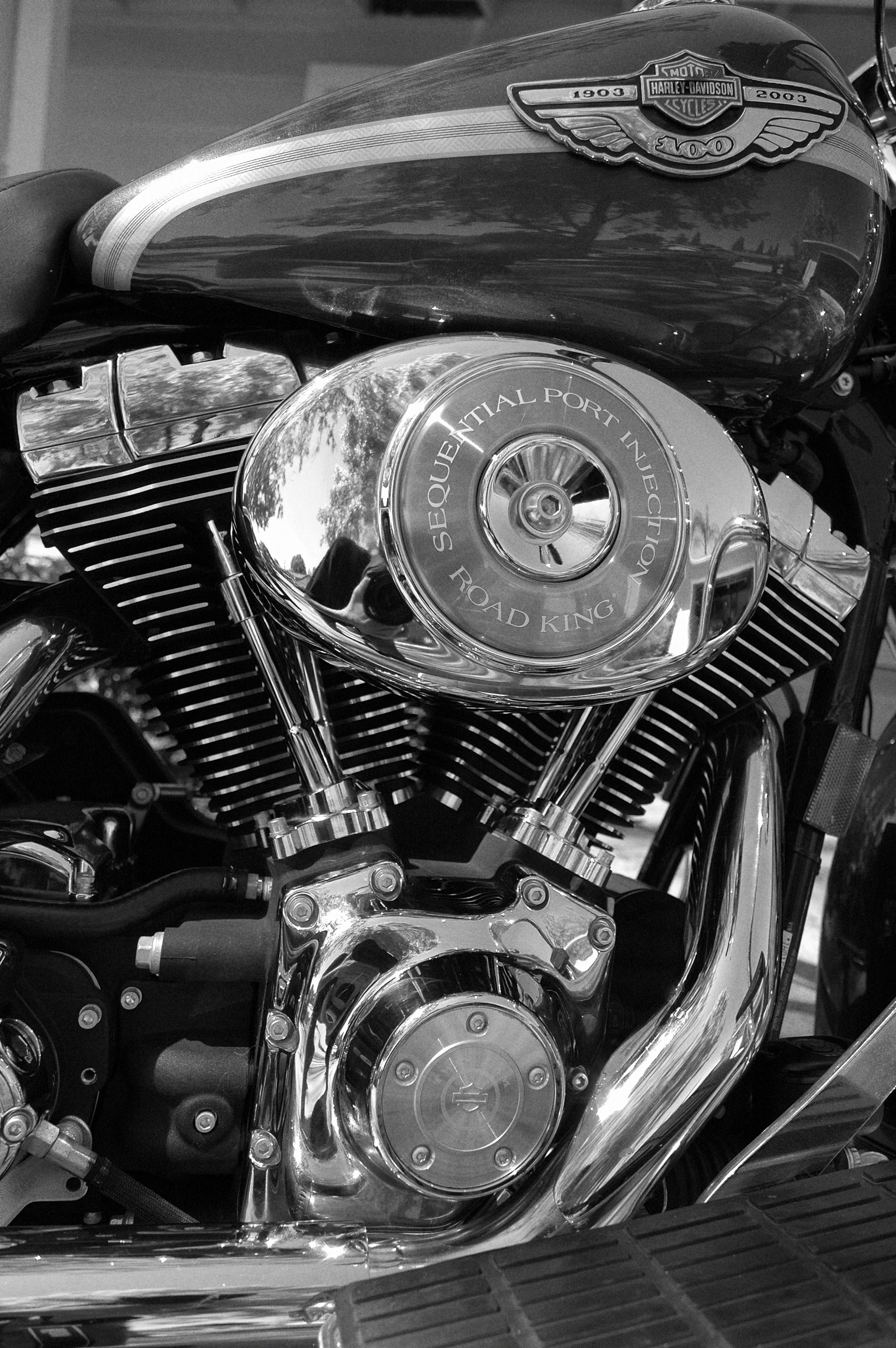
1.450 centimetri cubici (88 cu in) V-twin

Nel 1998 la Harley-Davidson acquista la Buell Motorcycle Company con cui collaborava sin dagli anni '80 e che era nata proprio da una collaborazione tra la Casa di Milwaukee ed Eric Buell, ex ingegnere della stessa, al fine di penetrare il mercato delle sportive (tentativo peraltro non riuscito).
Nel 1999 viene prodotto il primo motore Twin Cam 88 (1450 cm³), e nel 2000 il primo motore Twin Cam 88, con il pressoché totale annullamento delle vibrazioni, montato sui modelli Softail. Entro il 1999 tutta la gamma Harley (eccetto la Sportster) monterà tali propulsori. Nel frattempo, inizia la conversione dei modelli HD all'iniezione elettronica (peraltro già opzionale a metà anni '90 sui modelli Touring motorizzati Evo), processo che tuttavia si completerà solo nel 2007.
Nel 2000 l'azienda americana presenta una speciale versione della Softail denominata FXSTD ('Deuce') dotata di inediti particolari come serbatoio allungato, forcella affusolata, ruota posteriore maggiorata e parafango curvo con faro incastonato 'a diamante', soluzione poi ripresa sul successivo modello V-Rod.
Nel 2001 inizia la produzione della rivoluzionaria V-Rod, innovativa sia nell'aspetto che nelle soluzioni tecniche: il motore infatti è un bicilindrico raffreddato a liquido con i cilindri inclinati di 60° anziché 45°, dalla notevole potenza di 120 CVv, progettato in collaborazione con la casa automobilistica Porsche e non a caso denominato 'Revolution'; il telaio rinforzato di tali modelli è realizzato con una nuova tecnica detta 'Idroforming' che utilizza getti d'acqua ad altissima pressione.
Nonostante tali innovazioni, o forse proprio a causa di esse, H-D non ottiene gli sperati successi di vendite, data anche la natura tradizionalmente e notoriamente conservativa della clientela Harley.
Nel 2006 H-D annuncia che la gamma 2007 eliminerà il carburatore anche sui modelli Sportster, gli ultimi ad usare questo sistema di alimentazione, mentre i motori dei restanti modelli (twin cam) passano alla cilindrata di 1.584 cm³.
L'11 luglio 2008 viene riportata la notizia che la Harley Davidson ha concluso un accordo per l'acquisto del gruppo italiano MV Agusta per circa 70 milioni di euro (109 milioni di dollari) per espandere il proprio business in Europa. L'operazione viene regolarmente conclusa all'inizio di agosto dello stesso anno.
Ma già dopo un paio di anni, in seguito a problemi finanziari dovuti alla crisi economica ed allo scarso numero di motociclette vendute, HD rivende la MV Agusta per la simbolica cifra di un euro; inoltre il marchio Buell Motorcycle Company viene soppresso.

### Dal 2010 ad oggi

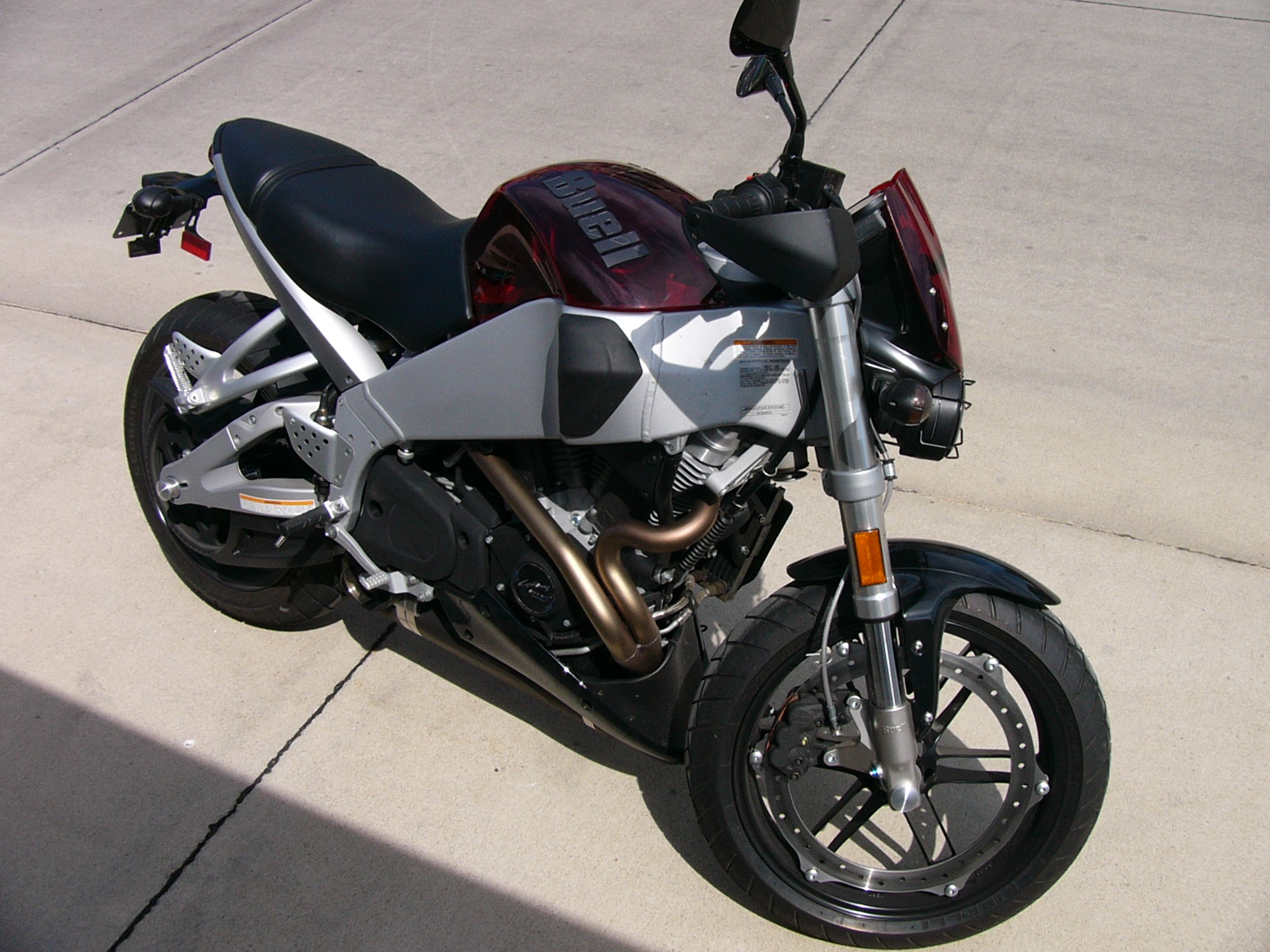
Buell Lightning XB9SX

Nonostante la Harley Davidson sia sempre stata considerata come un marchio conservatore, rimasto molto fedele ai progetti tradizionali e raramente incline alle novità, negli ultimi anni sembra aver optato per progetti più innovativi.
Il 2014 è caratterizzato dall'inizio della vendita sui mercati europeo ed americano della Street 750, che monta il nuovo propulsore denominato Revolution X e prodotto in India (nelle cilindrate 500 e 750). 
Tali propulsori sono derivanti dal progetto del motore Revolution della V-Rod, infatti sono dotati di raffreddamento a liquido e cilindri inclinati a 60° con 4 valvole in testa. La trasmissione è a sei marce come ormai per quasi tutti i nuovi modelli, ad esclusione delle Sportster, mentre la distribuzione è la classica finale a cinghia dentata in kevlar. L'estetica dei modelli è in stile custom ma più "urbana", essendo queste delle motociclette leggere e destinate ad una clientela verosimilmente giovane e nuova per la Casa, un po' come accadde alla presentazione della Sportster negli anni '50.
Inoltre nel 2014 viene presentato il Progetto LiveWire: si tratta della prima motocicletta interamente elettrica della casa di Milwaukee. Per promuovere il nuovo modello è stato organizzato un tour strutturato con tappe in tutti gli USA e che offre la possibilità di testare la nuova moto direttamente su strada.
L'autunno del 2017 vede la scomparsa sia della storica gamma Harley-Davidson Dyna Glide, ora assorbita dalla gamma Softail, che della gamma V-Rod, che non ha conquistato i favori del pubblico, nonché la presentazione dei nuovi propulsori Milwaukee-Eight. Vengono inoltre apportate numerose modifiche ai telai delle Softail.
Nel 2019 è stata presentata la prima Harley Davidson elettrica. La Harley Davidson LiveWire. Con questo, Harley ha stabilito un nuovo record mondiale con la LiveWire nel 2020. L'autista era Michel von Tell.

## Propulsori

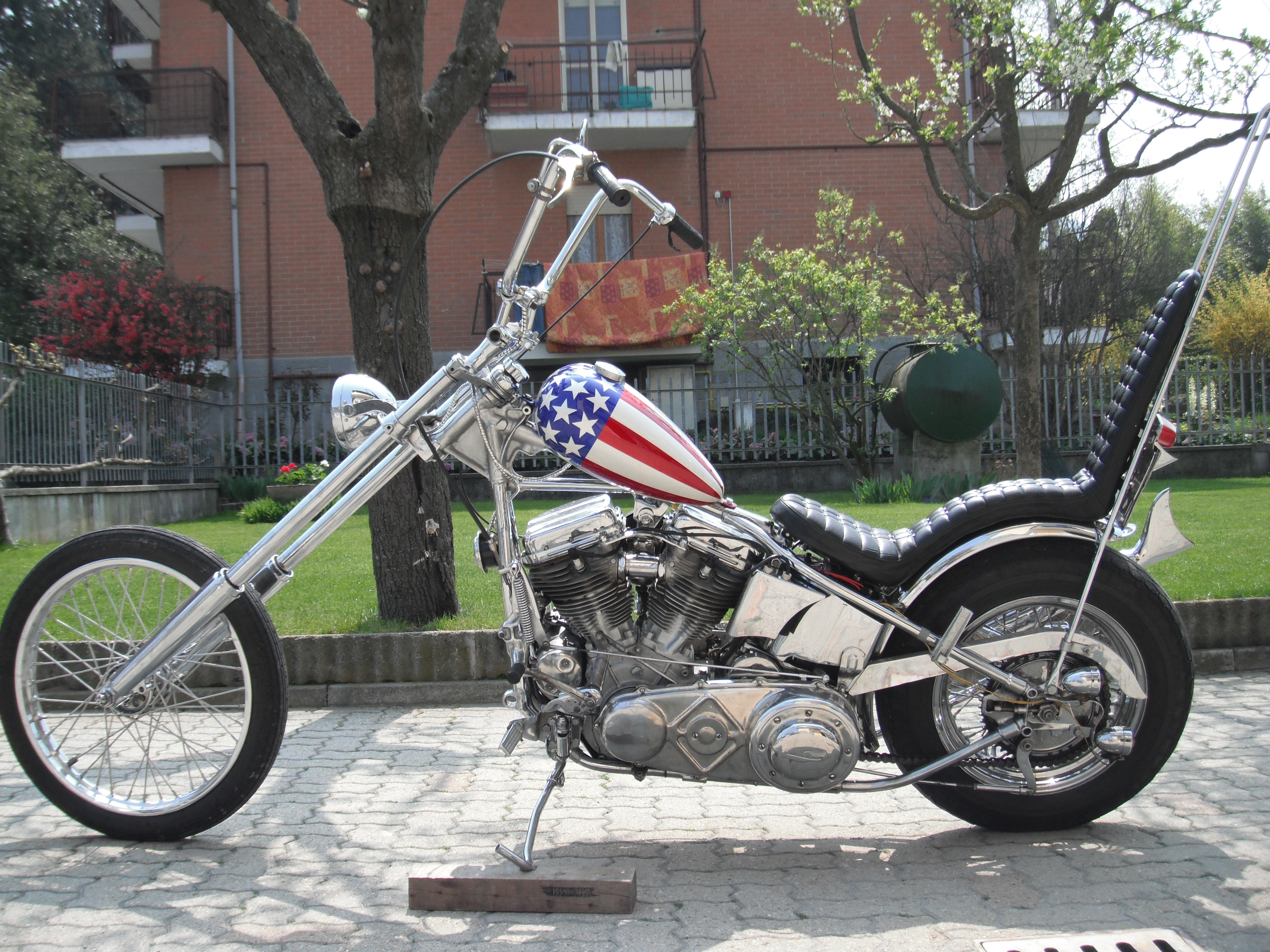
Replica della Captain America di Easy Rider (Panhead)

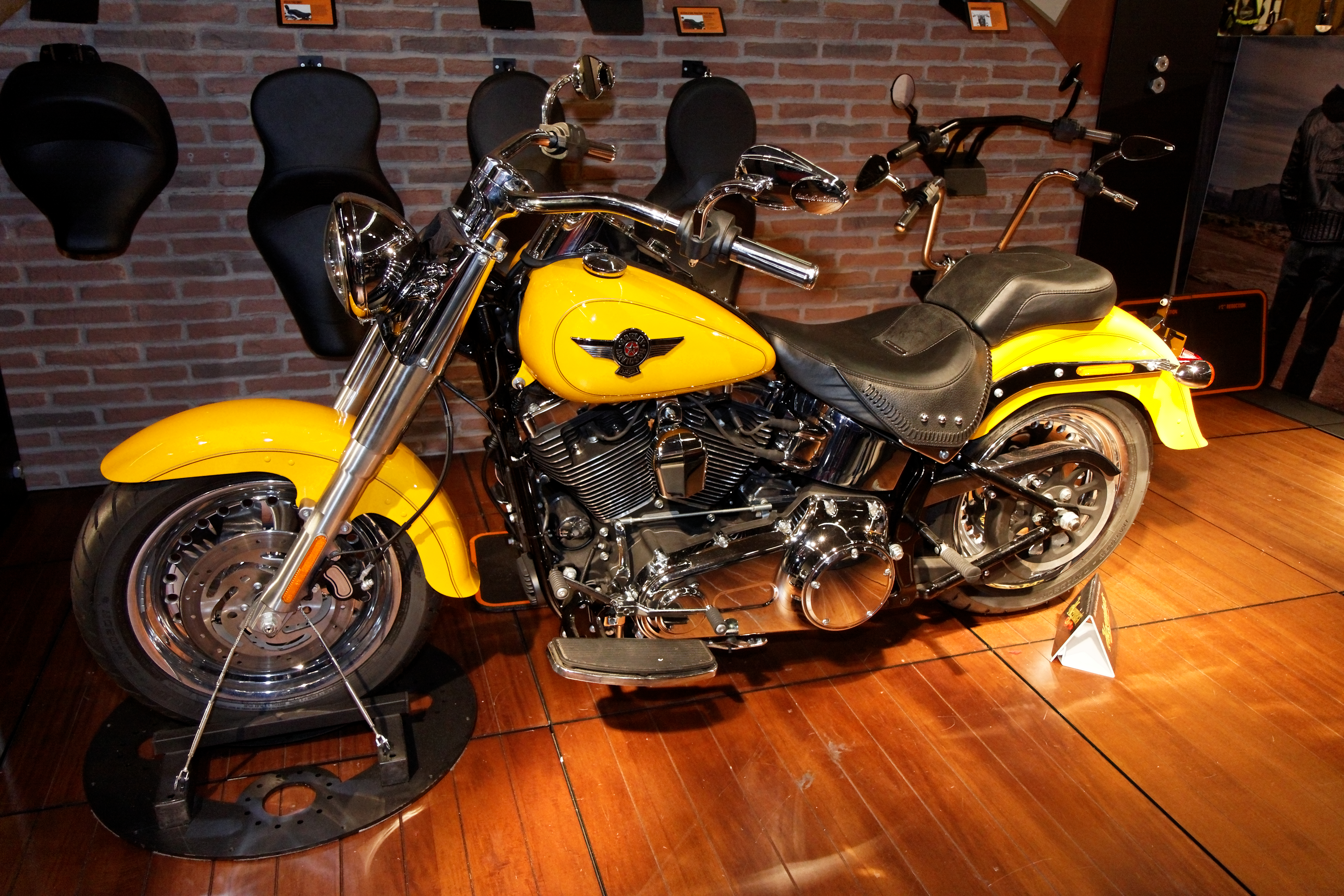
FLSTF Fat Boy

Il motore classico della Harley-Davidson è il bicilindrico a V con i cilindri inclinati di 45°, il cui progetto è coperto da numerosi brevetti; le bielle sono vincolate ad un'unica manovella dell'albero motore e questo fa sì che venga prodotto il caratteristico rumore di scarico (reso in inglese come 'potato-potato').
La Harley-Davidson cercò anche di brevettare il suono del suo motore, peraltro rinunciandovi nel 2000.

I primi modelli Harley-Davidson utilizzavano motori per così dire 'artigianali' o comunque prodotti in piccolo numero e caratterizzati da scarsa standardizzazione; a questi seguirono:

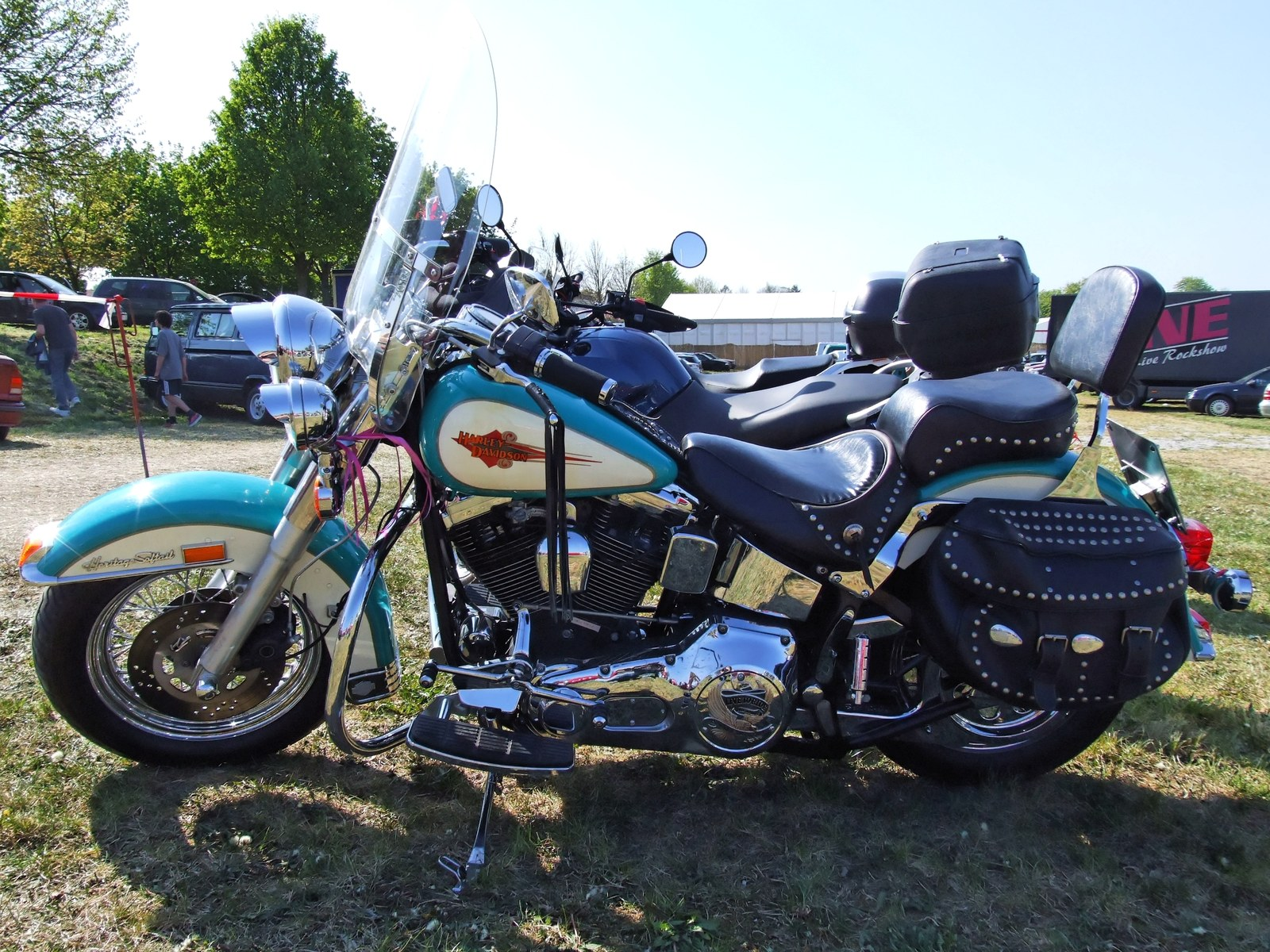
Softail Heritage (Evolution)

Big V-twins
- F-head, 1914-1929 1,000 cm³, e 1922-1929 (1,200 cm³)
- Flathead, 1930-1949 1,210 cm³ (74 in³) e 1935-1941 1,300 cm³ (80 in³).
- Knucklehead, 1936-1947, 1.000 cm³ (61in3) e 1.200 cm³ (74in 3)
- Panhead, 1948-1965, 1.000 cm³ (61in3) e 1.200 cm³ (74 in3)
- Shovelhead, 1966-1984, 1.200 cm³ (74 in3) e 1.340 cm³ (80 in3) dalla fine del 1978
- Evolution (detto anche "Blockhead"), 1984-1999, 1.340 cm³ (80 in3)
- Twin Cam (detto anche "Fathead"), 1999-2016, 1.442 cm³ (88 in3) portato dapprima a 95 in3, poi a 96 in3 dal 2007, ma disponibile anche con 98 in3, 103 in3 e 110 in3
- Milwaukee-Eight (da settembre 2016 solo su modelli Touring e da settembre 2017 anche su Softail). Milwaukee-Eight 107 (1746 cm³) con raffreddamento ad aria e olio (da sett. 2016); Milwaukee-Eight 114 (1868 cm³) con raffreddamento ad aria e olio (da sett. 2017 solo su alcuni Softail); Twin-Cooled Milwaukee-Eight 107 (1746 cm³) con testate raffreddate a liquido, (da sett. 2016); Twin-Cooled Milwaukee-Eight 114 (1868 cm³) con testate raffreddate a liquido (da sett. 2016 a sett. 2017 versioni CVO); Twin-Cooled Milwaukee-Eight 117 (1923 cm³) con testate raffreddate a liquido (da sett. 2017 versioni CVO). Quest'ultimo, con una cilindrata di 1923 cm³, è il motopropulsore più grosso costruito fino ad oggi dalla Mo.Co.

Small V-twins
- D Model, 1929-1931, 750 cm³
- R Model, 1932-1936, 750 cm³
- W Model, 1937-1952, 750 cm³
- G (Servi-Car) Model, 1932-1973, 750 cm³
- K Model, 1952-1953, 750 cm³
- KH Model, 1954-1956, 900 cm³
- Ironhead, 1967-1984, 883 poi portato a 1.000 cm³
- Evolution, dal 1986 ad oggi, 883 e 1.100 cm³ poi portato a 1.200 cm³ nel 1988.

Revolution
- Revolution, dal 2002 al 2007, 1.130 cm³, dal 2008 al 2017 1.250 cm³.

Revolution X:
- Street da 500 cm³ o 750 cm³ dal 2014

## Denominazione dei modelli

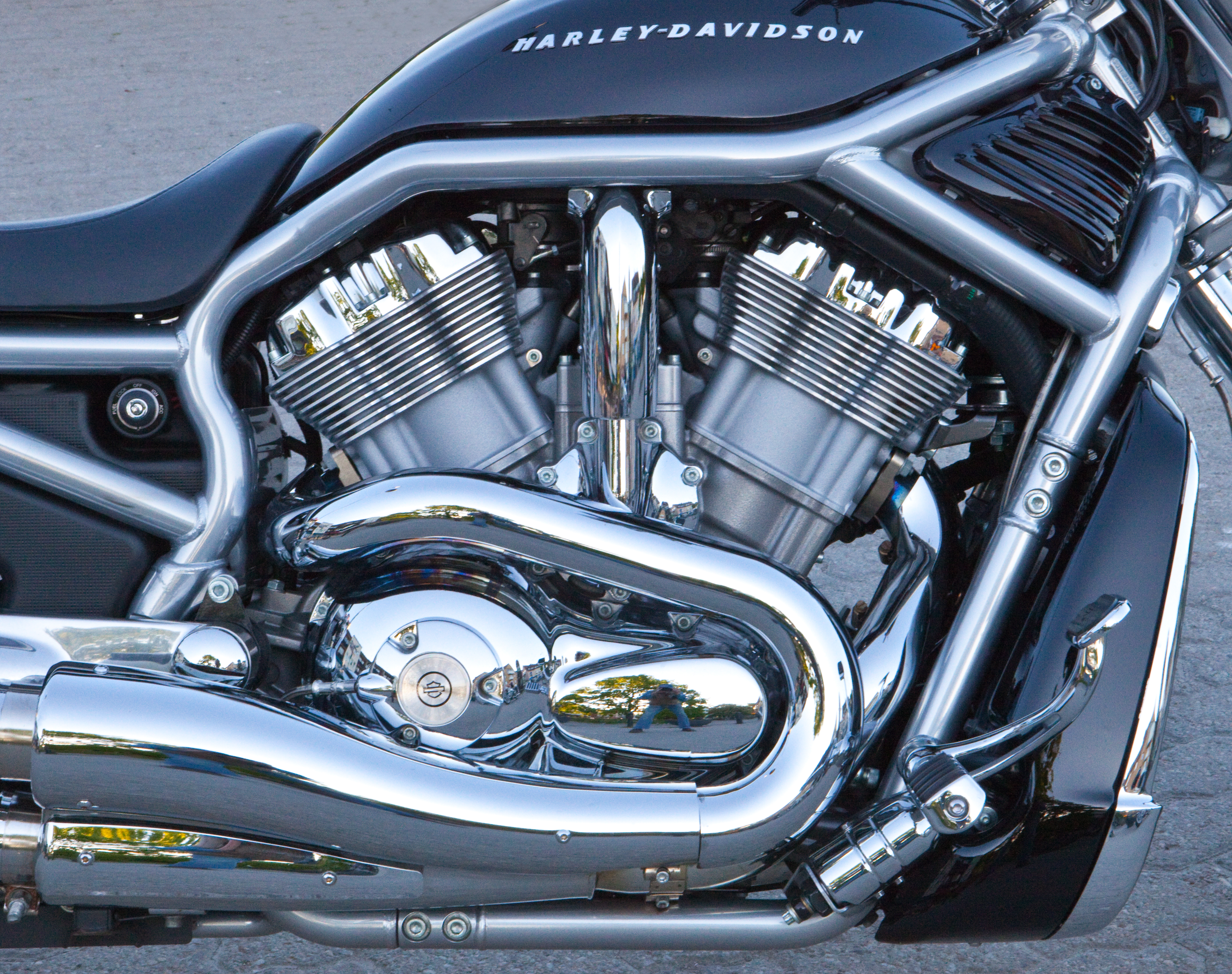
Motore V Rod

La denominazione dei modelli della Harley-Davidson può essere estremamente lunga, per esempio FLHTCSE e talune combinazioni non hanno significato se si utilizzano i criteri generalmente indicati. Ad ogni modo, in genere la prima lettera F sta per 'Big Twin', M per 'Military', X per 'Sportster', V per 'V-Rod'.
Altre iniziali sono: B per 'Belt Drive', C per 'Classic' o in qualche caso 'Custom', D per 'Dyna Glide', E per 'Electric start', F per 'Fat Boy', H per 'High compression' (propulsore potenziato), I per 'Fuel injection', LR per 'Low Rider', P per 'Police' (versione per le forze di polizia), R per 'Race' ovvero 'Rubber mounted' (motore su silent block), S per 'Sport' ovvero 'Springer' (la celebre forcella sdoppiata e dotata di molle), SB per 'Single belt final drive' (cinghia finale di trasmissione), ST per 'Softail', T per 'Touring', WG per 'Wide Glide' , SE per 'Screamin' Eagle', U per 'Ultra'. In ogni caso non si tratta di regole troppo rigide.
Solitamente le prime due lettere FX indicano la presenza di pedalini per i piedi, mentre FL indica la presenza di vere e proprie pedane.
Esistono peraltro modelli speciali, di produzione limitata, non distinti da sigle specifiche ma spesso numerati: tra questi, ad esempio, la Electra Glide Classic Liberty Edition, realizzata nel 1986 e di cui si contano circa 600 esemplari.
Solitamente HD ha l'abitudine di presentare modelli commemorativi, ad esempio in occasione degli anniversari dalla fondazione della Casa nel 1903 (ad esempio 95°, 100°, 105°, ecc.) caratterizzati da denominazioni, colorazioni ed accessori particolari.
Qui di seguito vengono elencate le diverse famiglie di Harley-Davidson, distinte essenzialmente in base al telaio:
- Harley-Davidson Sportster
- Harley-Davidson Dyna
- Harley-Davidson Softail
- Harley-Davidson Touring
- Harley-Davidson V-Rod
- Harley-Davidson Street
- Harley-Davidson Trike
- Harley-Davidson CVO (Custom Vehicle Operations: modelli speciali realizzati in numero limitato, essenzialmente basati su Softail o Touring)

## Commemorazioni

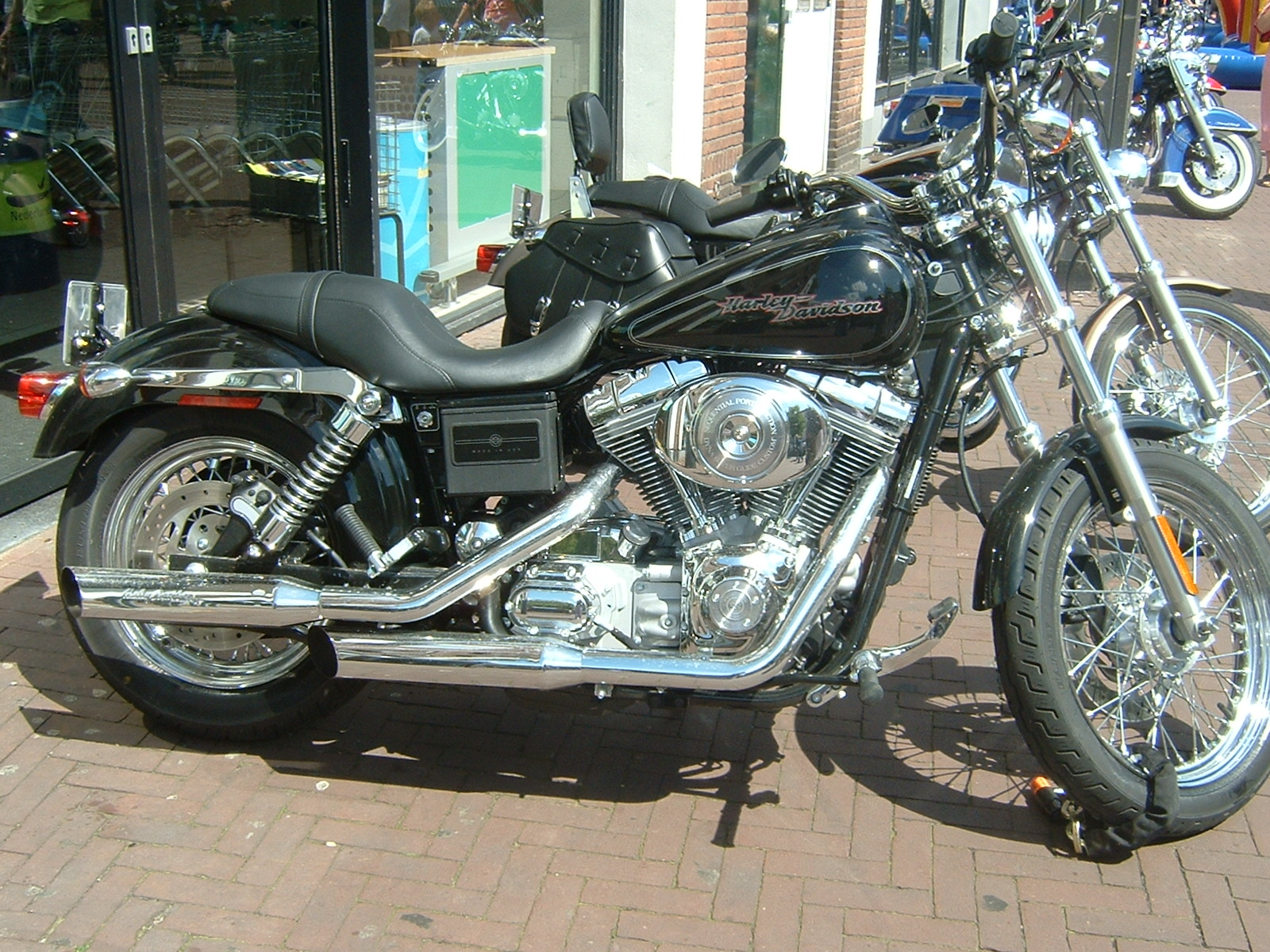
2005 Dyna Super planata Costume

Nel 2003 la Harley-Davidson Motor Company ha celebrato il suo 100º compleanno: durante il fine settimana della Festa del Lavoro la città di Milwaukee ha ospitato il più grande raduno di moto nella storia della casa.
La Casa, per commemorare l'evento, ha messo in commercio per tutti i modelli 2003 l'edizione centenario, molto ricercata, con speciali colorazioni e serbatoi, oltre ad una nuova serie di abbigliamento (come peraltro avviene regolarmente ogni 5 o dieci anni).
Nel 2004 i quattro fondatori sono stati inseriti nella "Labor Hall of Honor", omaggio postumo che viene fatto agli americani che si sono distinti per meriti lavorativi. Il monumento si trova a Washington DC, presso il Frances Perkins Building, sito in Constitution Avenue al numero 200.
Il 12 luglio 2008 sempre a Milwaukee viene inaugurato l'Harley-Davidson Museum.

## Harley Owners Group
La Harley-Davidson ha fondato, il 27 gennaio 1983 (in occasione del 26º anniversario della nascita del modello Sportster), l'HOG (Harley Owners Group) in risposta al crescente desiderio dei possessori di moto Harley di avere un gruppo organizzato per condividere la propria passione e mostrare il proprio orgoglio. Nel 1985 erano 49 i club locali che erano nati in tutti gli USA, con un totale di 60.000 associati. Questa crescita rapida è continuata negli anni novanta e nel 1991 l'associazione divenne internazionale con il primo raduno tenutosi in Inghilterra a Cheltenham. In tutto il mondo i membri dell'HOG sono oltre 150.000 con circa 700 chapters. Come successo durante gli anni '90 l'Harley Owners Group si è diffuso in tutto il mondo. In Asia ci sono associazioni a Singapore e a Kuala Lumpur in Malaysia. Nel 1999 il numero dei club (Chapters) ha raggiunto la cifra di 1.400. Nel 2005 i membri erano più di 1.000.000 e fanno della Harley Owners Group la più grande organizzazione motociclistica di marca al mondo.

## Il marchio nella cultura di massa

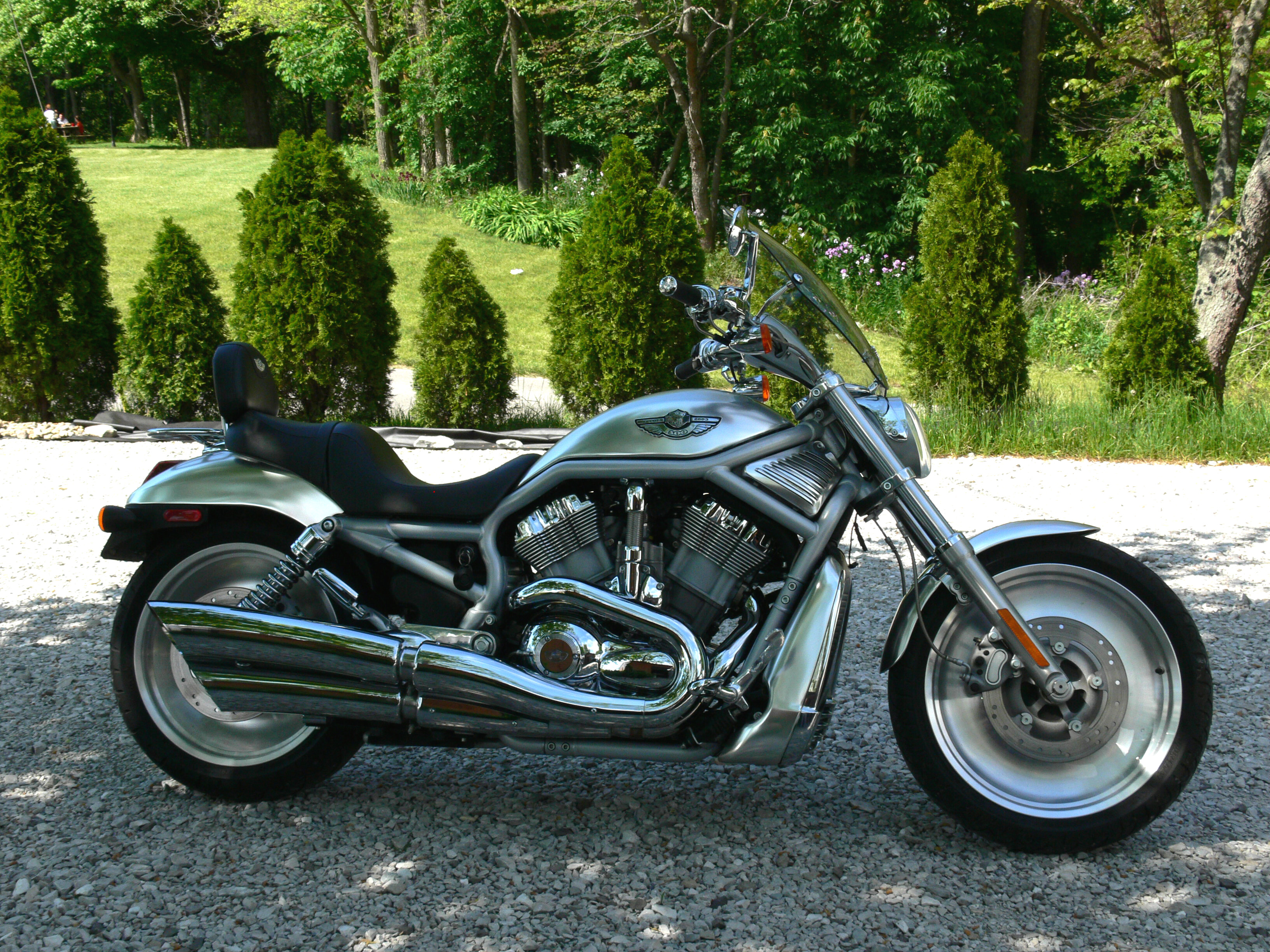
Una VRSCA V-Rod 2003

Le iconiche moto della Harley-Davidson sono apparse in numerose pellicole cinematografiche, fra cui Il selvaggio, Easy Rider, Harley Davidson & Marlboro Man, Terminator 2 - Il giorno del giudizio, Ghost Rider, I mercenari, Rocky III e Captain America - Il primo Vendicatore e nella serie televisive Renegade e Sons of Anarchy.
Nel 2016 è stata anche realizzata una serie TV in tre episodi intitolata Harley and the Davidsons. La serie racconta la storia dei creatori del celebre marchio dagli inizi ed è stata trasmessa in Italia nel settembre 2016 da DMAX, che ha chiamato per l'occasione il cantante Max Pezzali a introdurre i tre episodi della serie, raccontando anche come è nata la sua passione per lo storico marchio.
Numerose sono le star italiane e internazionali del mondo dello spettacolo appassionate di Harley-Davidson. Pezzali è anche socio della concessionaria autorizzata Harley-Davidson a Pavia e il nome del suo gruppo musicale è stato scelto proprio in tributo al modello Sportster della Harley-Davidson la cui cilindrata minore è di 883 cm³.